# Семёново (Смоленский район)
Семёново — деревня в Смоленском районе Смоленской области России. Входит в состав Касплянского сельского поселения. Население — 19 жителей (2010 год).
Расположена в западной части области в 34 км к северо-западу от Смоленска, в 2 км северо-восточнее автодороги Р133 Смоленск — Невель. В 23 км южнее деревни расположена железнодорожная станция О.п. 416-й км на линии Смоленск — Витебск.

## История
До 1927 входила в Поречский уезд Смоленской губернии. В 1918 году город Поречье был переименован в Демидов, а уезд — в Демидовский. В 1927 году уезд был упразднён. До 1913 года деревня Семёново также входила в одну из 16 волостей Поречского уезда — Семёновскую.
В годы Великой Отечественной войны деревня была оккупирована гитлеровскими войсками в июле 1941 года, освобождена в сентябре 1943 года.